# Wilczeks land

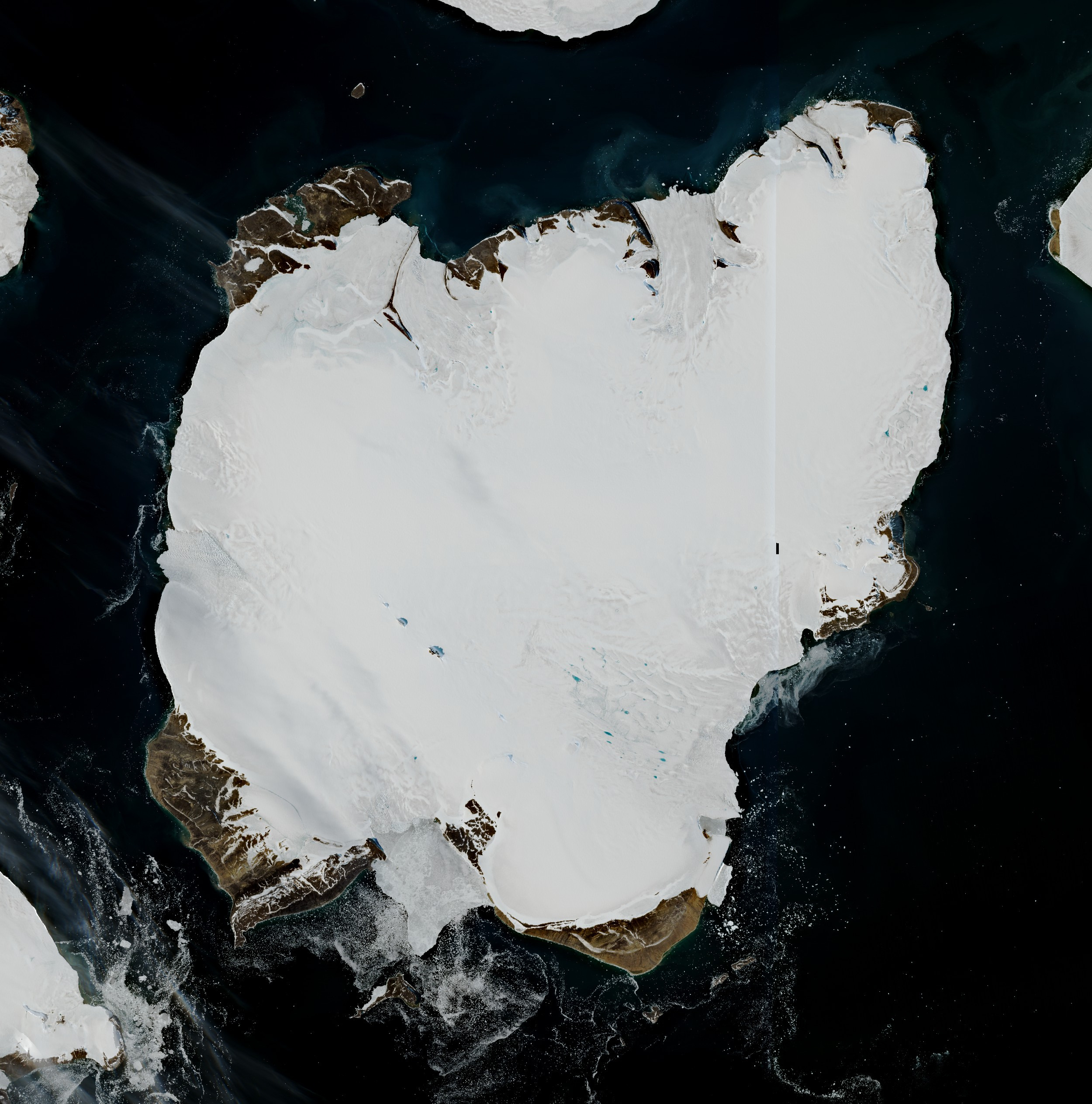
Satellitbild över Wilczeks land 2018.

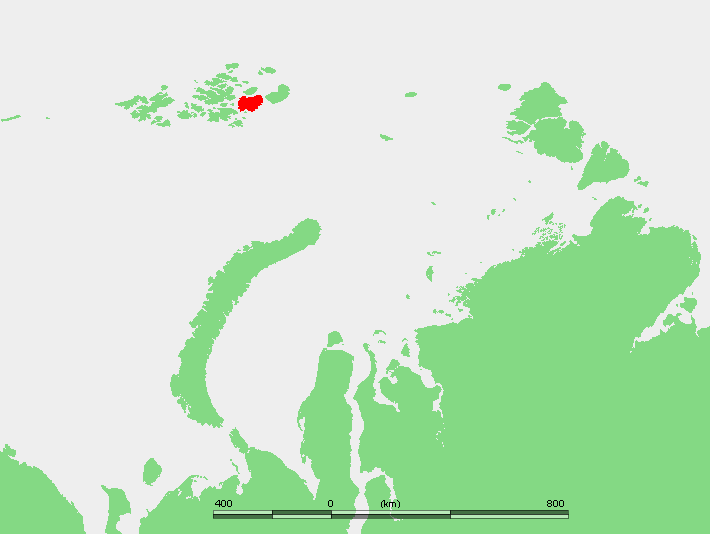
Läge i Frans Josefs land.

Wilczeks land (ryska: Земля Вильчека, tr. Zemlja Viltjeka) är en ö i Norra ishavet tillhörande Archangelsk oblast i Ryssland. Wilczeks land är med sina 2 054 km² den näst största ön i ögruppen Frans Josefs land (efter Prins Georgs land). Den är belägen i ögruppens sydöstra del.
På Wilczeks land finns Frans Josefs lands högsta punkt på 670 meter över havet. Förutom två smala området längs västkusten täcks hela ön av is.

## Historia
Ön upptäcktes 1873 av Julius von Payer och Carl Weyprecht i en österrikisk-ungersk expedition. Den uppkallades efter Johann Nepomuk Wilczek, som ekonomiskt möjliggjorde expeditionen.
Under Walter Wellmans expedition till Frans Josefs land 1898 övervintrade två norrmän, Paul Bjørvik och Bernt Bentsen, på Wilczeks land. Resten av expeditionen stannade på Halls ö, sydväst om Wilczeks land. Bentsen överlevde inte vintern och Bjørvik hämtades av de andra den 27 februari 1899.